# سویی شینمی
سویی شینمی (انگلیسی: Sui Xinmei؛ زادهٔ ۲۹ ژانویهٔ ۱۹۶۵) ورزشکار دو و میدانی اهل چین است.